# Pagolle
Pagolle (en basque: Pagola) est une commune française, située dans le département des Pyrénées-Atlantiques en région Nouvelle-Aquitaine.
Le gentilé est Pagolar.

## Géographie

### Localisation
La commune de Pagolle se trouve dans le département des Pyrénées-Atlantiques, en région Nouvelle-Aquitaine.
Elle se situe à 72 km par la route de Pau, préfecture du département, à 72 km de Bayonne, sous-préfecture, et à 17 km de Saint-Palais, bureau centralisateur du canton du Pays de Bidache, Amikuze et Ostibarre dont dépend la commune depuis 2015 pour les élections départementales.
La commune fait en outre partie du bassin de vie de Mauléon-Licharre.
Les communes les plus proches sont : 
Musculdy (3,6 km), Juxue (4,7 km), Arhansus (5,2 km), Ordiarp (5,7 km), Lohitzun-Oyhercq (5,9 km), Saint-Just-Ibarre (6,3 km), Ainharp (6,3 km), Uhart-Mixe (6,6 km).
Sur le plan historique et culturel, Pagolle fait partie de la province de la Soule, un des sept territoires composant le Pays basque,. La Basse-Navarre en est la province la plus variée en ce qui concerne son patrimoine, mais aussi la plus complexe du fait de son morcellement géographique. Depuis 1999, l'Académie de la langue basque ou Euskalzaindia divise le territoire du Labourd en six zones,. La Soule, traversée par la vallée du Saison, est restée repliée sur ses traditions (mascarades, pastorales, chasse à la palombe, etc). Elle se divise en Haute-Soule, Basse-Soule et Arbaille, dont fait partie la commune.

### Communes limitrophes
Les communes limitrophes sont  Arhansus, Juxue, Lohitzun-Oyhercq, Musculdy, Ordiarp, Saint-Just-Ibarre et Uhart-Mixe.
| Arhansus          | Uhart-Mixe | Lohitzun-Oyhercq |
| Juxue             | Pagolle    | Ordiarp          |
| Saint-Just-Ibarre | Musculdy   |                  |

### Hydrographie

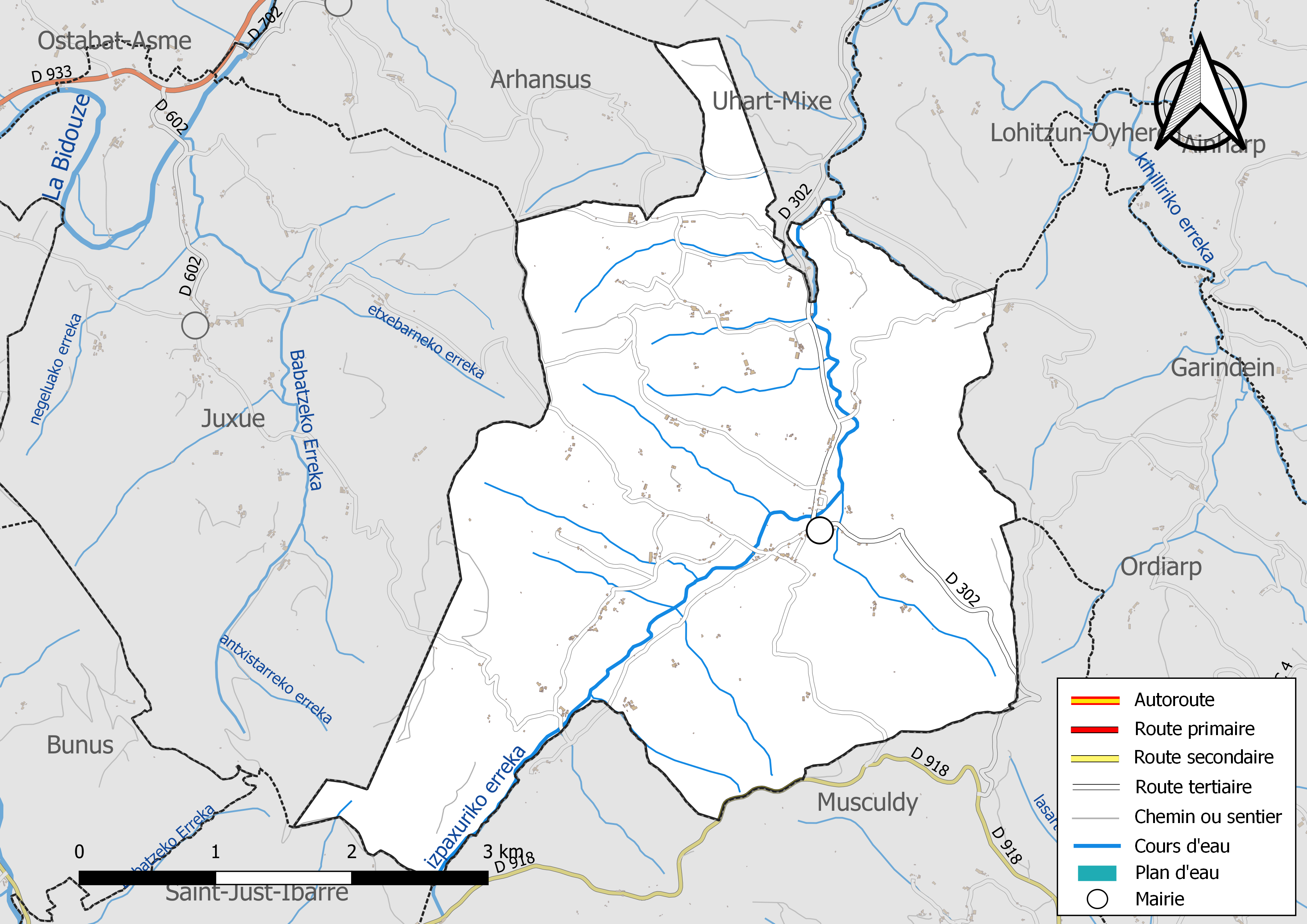
Réseaux hydrographique et routier de Pagolle.

La commune est drainée par Ispatchoury erreka, Larramendiko erreka et par divers petits cours d'eau, constituant un réseau hydrographique de 21 km de longueur totale,.

### Climat
Pour des articles plus généraux, voir Climat de la Nouvelle-Aquitaine et Climat des Pyrénées-Atlantiques.
Historiquement, la commune est exposée à un micro climat océanique basque.  
En 2020, Météo-France publie une typologie des climats de la France métropolitaine dans laquelle la commune est exposée à un climat de montagne et est dans la région climatique Pyrénées atlantiques, caractérisée par une pluviométrie élevée (>1 200 mm/an) en toutes saisons, des hivers très doux (7,5 °C en plaine) et des vents faibles.
Pour la période 1971-2000, la température annuelle moyenne est de 13,6 °C, avec une amplitude thermique annuelle de 13,4 °C. Le cumul annuel moyen de précipitations est de 1 432 mm, avec 11,9 jours de précipitations en janvier et 8,7 jours en juillet. Pour la période 1991-2020, la température moyenne annuelle observée sur la station météorologique la plus proche, située sur la commune d'Aïcirits-Camou-Suhast à 13 km à vol d'oiseau, est de 14,3 °C et le cumul annuel moyen de précipitations est de 1 219,1 mm,. Pour l'avenir, les paramètres climatiques de la commune estimés pour 2050 selon différents scénarios d’émission de gaz à effet de serre sont consultables sur un site dédié publié par Météo-France en novembre 2022.

### Milieux naturels et biodiversité

#### Réseau Natura 2000
Le réseau Natura 2000 est un réseau écologique européen de sites naturels d'intérêt écologique élaboré à partir des Directives « Habitats » et « Oiseaux », constitué de zones spéciales de conservation (ZSC) et de zones de protection spéciale (ZPS).
Un site Natura 2000 a été défini sur la commune au titre de la « directive Habitats » : « la Bidouze (cours d'eau) », d'une superficie de 2 570 ha, un vaste réseau hydrographique drainant les coteaux du Pays basque,.

#### Zones naturelles d'intérêt écologique, faunistique et floristique
L’inventaire des zones naturelles d'intérêt écologique, faunistique et floristique (ZNIEFF) a pour objectif de réaliser une couverture des zones les plus intéressantes sur le plan écologique, essentiellement dans la perspective d’améliorer la connaissance du patrimoine naturel national et de fournir aux différents décideurs un outil d’aide à la prise en compte de l’environnement dans l’aménagement du territoire.
Une ZNIEFF de type 2 est recensée sur la commune, : 
les « landes, bois et prairies du bassin de la Bidouze » (11 263,46 ha), couvrant 25 communes du département.

## Urbanisme

### Typologie
Au 1er janvier 2024, Pagolle est catégorisée commune rurale à habitat très dispersé, selon la nouvelle grille communale de densité à sept niveaux définie par l'Insee en 2022.
Elle est située hors unité urbaine et hors attraction des villes,.

### Occupation des sols

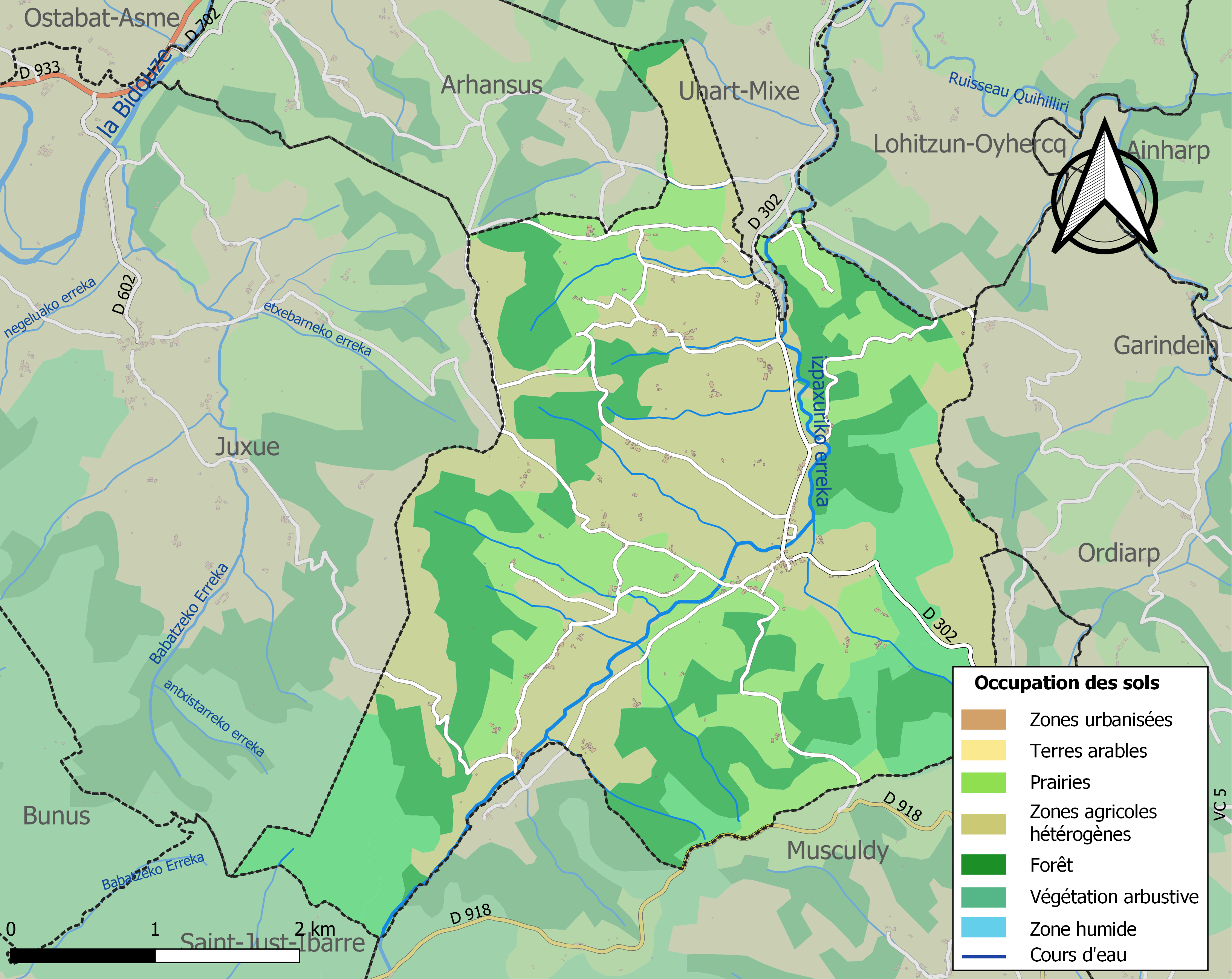
Carte des infrastructures et de l'occupation des sols de la commune en 2018 (CLC).

L'occupation des sols de la commune, telle qu'elle ressort de la base de données européenne d’occupation biophysique des sols Corine Land Cover (CLC), est marquée par l'importance des territoires agricoles (61,6 % en 2018), en augmentation par rapport à 1990 (59,4 %). La répartition détaillée en 2018 est la suivante : 
zones agricoles hétérogènes (38,8 %), forêts (25 %), prairies (22,8 %), milieux à végétation arbustive et/ou herbacée (13,4 %). L'évolution de l’occupation des sols de la commune et de ses infrastructures peut être observée sur les différentes représentations cartographiques du territoire : la carte de Cassini (XVIIIe siècle), la carte d'état-major (1820-1866) et les cartes ou photos aériennes de l'IGN pour la période actuelle (1950 à aujourd'hui).

### Voies de communication et transports
Le centre de Pagolle est traversé par la route départementale D 302, route reliant les anciennes routes nationales RN 133 (aujourd'hui  D933) et RN 618 (aujourd'hui D 918) entre Uhart-Mixe et Musculdy.On peut également accéder à Pagolle par Juxue.
Pagolle est située à 16 km de Saint-Palais et à 14 km de Mauléon.

### Risques majeurs
Le territoire de la commune de Pagolle est vulnérable à différents aléas naturels : météorologiques (tempête, orage, neige, grand froid, canicule ou sécheresse), feux de forêts et séisme (sismicité moyenne). Un site publié par le BRGM permet d'évaluer simplement et rapidement les risques d'un bien localisé soit par son adresse soit par le numéro de sa parcelle.
Pagolle est exposée au risque de feu de forêt. En 2020, le premier plan de protection des forêts contre les incendies (PDPFCI) a été adopté pour la période 2020-2030. La réglementation des usages du feu à l’air libre et les obligations légales de débroussaillement dans le département des Pyrénées-Atlantiques font l'objet d'une consultation de public ouverte du 16 septembre au 7 octobre 2022,.

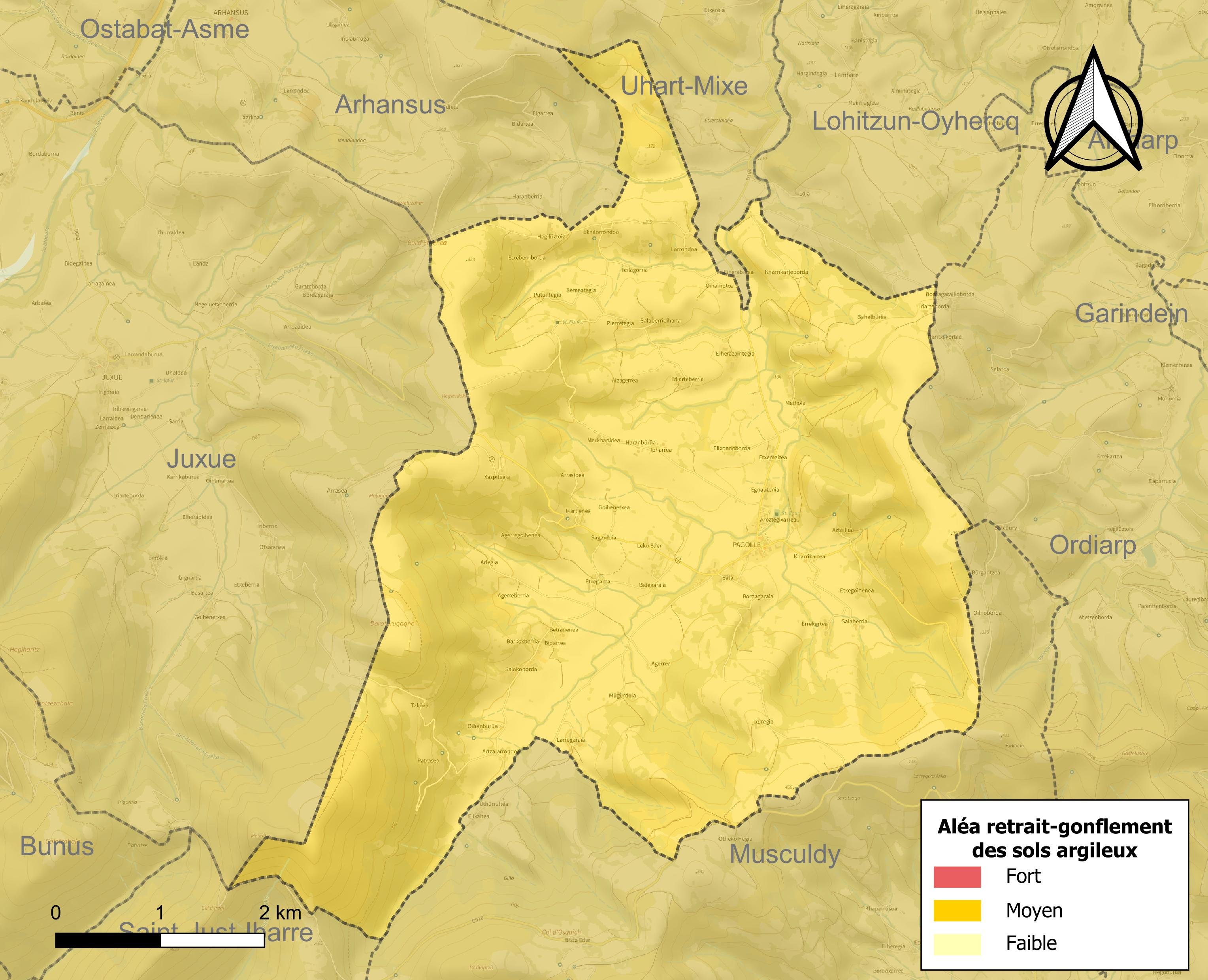
Carte des zones d'aléa retrait-gonflement des sols argileux de Pagolle.

Le retrait-gonflement des sols argileux est susceptible d'engendrer des dommages importants aux bâtiments en cas d’alternance de périodes de sécheresse et de pluie. La totalité de la commune est en aléa moyen ou fort (59 % au niveau départemental et 48,5 % au niveau national). Depuis le 1er octobre 2020, en application de la loi ELAN, différentes contraintes s'imposent aux vendeurs, maîtres d'ouvrages ou constructeurs de biens situés dans une zone classée en aléa moyen ou fort,.
La commune a été reconnue en état de catastrophe naturelle au titre des dommages causés par les inondations et coulées de boue survenues en 1982, 1983, 1990, 2009 et 2014.

## Toponymie

### Attestations anciennes
Le toponyme Pagolle apparaît sous les formes Grangia de Paguola et Pagaule (respectivement 1178 et XIIIe siècle, collection Duchesne volume CXIV), Nostre-Done de Paguole et Pagola (respectivement vers 1460 et vers 1470, contrats d'Ohix) et Pagole (1479).

### Étymologie
Jean-Baptiste Orpustan indique que Pagolle provient de phag(a)-ola, « cabane des hêtres ».

### Autres toponymes
Le toponyme Mehaltzu apparaît sous la forme Méhalçu (1863, dictionnaire topographique Béarn-Pays basque) et désigne un mont entre les communes de Juxue et de Pagolle.
L'Euskaltzaindia recommande la forme Mehaltzu et il est typographié Mehalçu sur les cartes IGN. On peut trouver également la forme Mehalzu.

### Graphie basque
Son nom basque actuel est Pagola.

## Histoire
Autrefois, Pagolle possédait un prieuré-hôpital dépendant du diocèse d'Oloron. Ce prieuré était desservi par les Prémontrés installé à l'abbaye d'Arthous. Le prieuré de Pagolle avait été offert en 1178 (Grangia de Paguola) par le vicomte de Soule à l'abbaye d'Arthous.
La paroisse de Pagolle dépendait de la déguerie (ou vic) de Peyriède (incluant également Aussurucq, Ordiarp, Musculdy, Garindein et Suhare) dans la messagerie des Arbailles.
À la fin de l'ancien régime en 1790, Pagolle dépendait du canton de Domezain. Le canton, composé de communes souletines, fut ensuite englobé au canton de Saint-Palais en Basse-Navarre
Le 19 mars 1829, le quartier « Pagolle-Oyhana » est détaché de la commune de Juxue pour être rattaché à Pagolle. La commune, historiquement souletine, se retrouva alors traversée par la frontière historique entre la Basse-Navarre et la Soule. Linguistiquement, le quartier « Pagolle-Oyhana » parlait le bas-navarrais oriental et la commune de Pagolle le souletin.
Rattachée à la Basse-Navarre dans les « listes de communes » des provinces basques en circulation au début du XXIe siècle, Pagolle est en réalité une commune traversée par la frontière entre la Soule et la Navarre. La partie occidentale du territoire communal se trouve en effet en Basse-Navarre, mais la partie orientale est souletine, la frontière ayant été précisée définitivement en ce secteur en 1475.

## Politique et administration
| Période | Période  | Identité               | Étiquette | Qualité     |
| ------- | -------- | ---------------------- | --------- | ----------- |
| 1792    | 1796     | Jean Recart            |           |             |
| 1795    | 1796     | Jean Astaillon         |           |             |
| 1796    | 1798     | Arnaud Etchegoyhen     |           |             |
| 1798    | 1799     | Bertrand Aguer         |           |             |
| 1799    | 1801     | Dominique Etcheberry   |           |             |
| 1801    | 1820     | Jean Recart            |           |             |
| 1820    | 1832     | Jean Sallaberry        |           |             |
| 1832    | 1835     | Joseph Etcheberry      |           |             |
| 1835    | 1847     | Jacques Elischondo     |           |             |
| 1847    | 1874     | Pierre Laco            |           |             |
| 1874    | 1881     | Pierre Eraçarret       |           | Laboureur   |
| 1881    | 1884     | Pierre Barreix         |           |             |
| 1891    | 1908     | Jean Casenave          |           |             |
| 1908    | 1935     | Arnaud Çaldumbide      |           |             |
| 1935    | 1959     | Pierre Urrutiaguer     |           |             |
| 1959    | 1971     | Jean-Pierre Çaldumbide |           |             |
| 1971    | 1977     | Raymond Urrutiaguer    |           |             |
| 1977    | 1989     | Michel Etcheber        |           | Agriculteur |
| 1989    | 2020     | Gabriel Lopépé         |           | Agriculteur |
| 2020    | En cours | Pierre Etcheber        |           |             |

## Intercommunalité
Pagolle appartient à cinq structures intercommunales :
- la communauté d'agglomération du Pays Basque ;
- le syndicat AEP du pays de Soule ;
- le syndicat d'énergie des Pyrénées-Atlantiques ;
- le syndicat intercommunal pour le fonctionnement des écoles d'Amikuze ;
- le syndicat intercommunal pour le soutien à la culture basque.

### Pastoralisme
De par son histoire, Pagolle a la particularité d'appartenir à deux commissions syndicales :
- la commission syndicale de l'Oztibarre ;
- la commission syndicale du pays de Soule.

## Population et société

### Démographie
L'évolution du nombre d'habitants est connue à travers les recensements de la population effectués dans la commune depuis 1793. Pour les communes de moins de 10 000 habitants, une enquête de recensement portant sur toute la population est réalisée tous les cinq ans, les populations de référence des années intermédiaires étant quant à elles estimées par interpolation ou extrapolation. Pour la commune, le premier recensement exhaustif entrant dans le cadre du nouveau dispositif a été réalisé en 2007.

En 2022, la commune comptait 251 habitants, en évolution de −6,69 % par rapport à 2016 (Pyrénées-Atlantiques : +3,78 %, France hors Mayotte : +2,11 %).
| 1793 | 1800 | 1806 | 1821 | 1831 | 1836 | 1841 | 1846 | 1851 |
| ---- | ---- | ---- | ---- | ---- | ---- | ---- | ---- | ---- |
| 210  | 195  | 255  | 226  | 598  | 565  | 600  | 501  | 542  |

| 1856 | 1861 | 1866 | 1872 | 1876 | 1881 | 1886 | 1891 | 1896 |
| ---- | ---- | ---- | ---- | ---- | ---- | ---- | ---- | ---- |
| 454  | 443  | 443  | 461  | 471  | 436  | 431  | 405  | 409  |

| 1901 | 1906 | 1911 | 1921 | 1926 | 1931 | 1936 | 1946 | 1954 |
| ---- | ---- | ---- | ---- | ---- | ---- | ---- | ---- | ---- |
| 440  | 401  | 404  | 402  | 436  | 449  | 394  | 378  | 371  |

| 1962 | 1968 | 1975 | 1982 | 1990 | 1999 | 2006 | 2007 | 2012 |
| ---- | ---- | ---- | ---- | ---- | ---- | ---- | ---- | ---- |
| 360  | 317  | 316  | 289  | 267  | 254  | 262  | 263  | 279  |

| 2017 | 2022 | - | - | - | - | - | - | - |
| ---- | ---- | - | - | - | - | - | - | - |
| 261  | 251  | - | - | - | - | - | - | - |

## Économie
Pagolle est un village essentiellement agricole.
L'activité principale est l'élevage extensif de brebis laitières (races locales manex et basco-béarnaises) dont le lait est destiné à la confection de l'Ossau-iraty, Pagolle étant située dans la zone de l'AOC.
Outre la production laitière, la vente d'agneaux (viandes) est également un débouché. On trouve également quelques élevages bovins (viandes). Les élevages bovins laitiers et les élevages de moutons destinés à la boucherie ont quasiment disparu.

## Culture locale et patrimoine

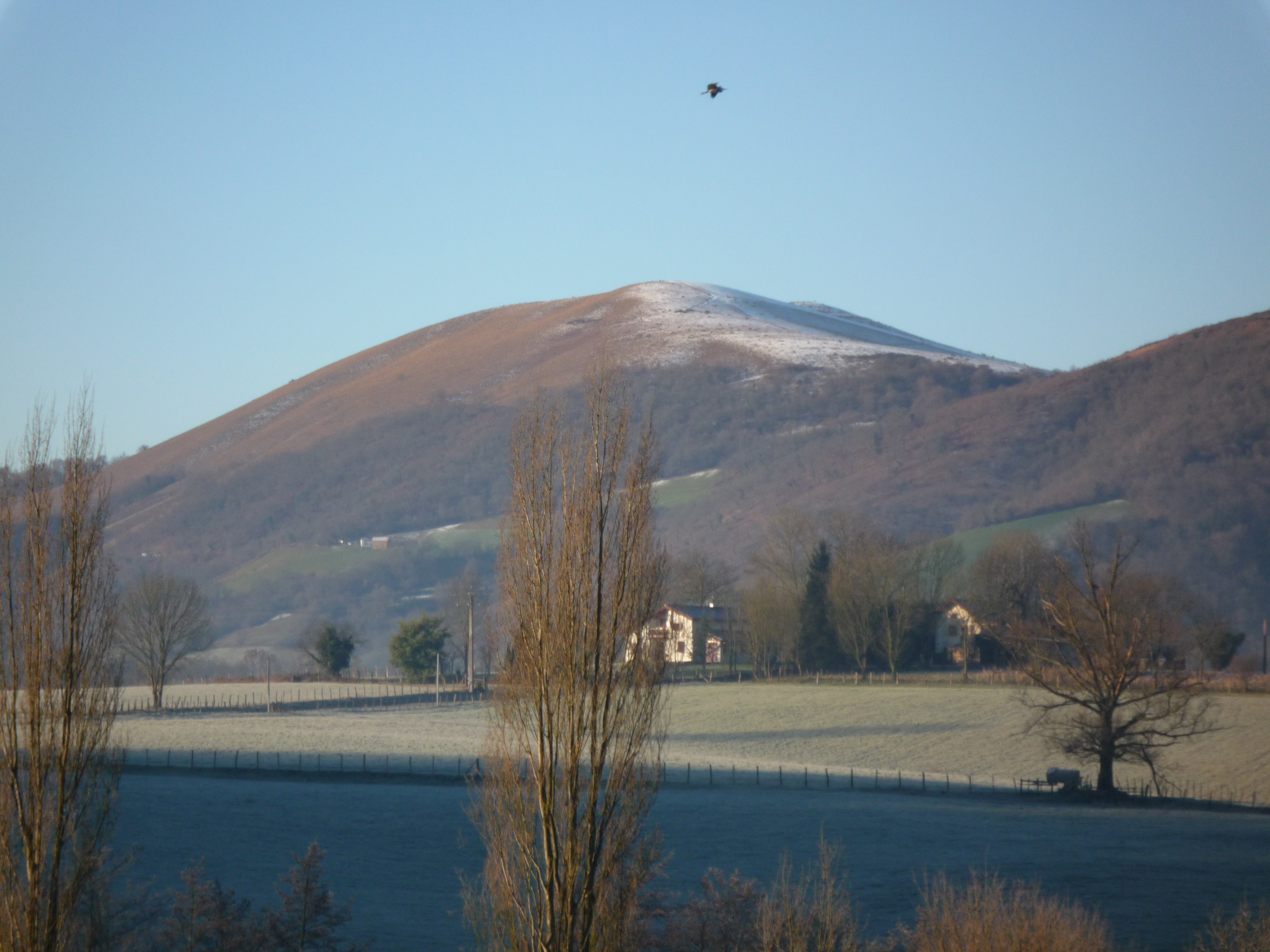
Le Mehalzu (648 mètres).

Pagolle a organisé la pastorale souletine en 1982 (titre : Pette Basabürü écrit par le père Junes Casenave) et en 2019 (titre :  Domingo Garat  sur la vie du député du tiers-état Dominique Garat écrit par François Caset).

### Festivités
- Fêtes le dernier week-end de septembre ou le premier week-end d'octobre.
- Historiquement, les fêtes se déroulaient le dimanche suivant l'Assomption.

### Patrimoine civil
Un gaztelu zahar est situé, au lieu-dit Mehaltzu, à 648 mètres d'altitude.

### Patrimoine religieux
L'église de l'Assomption-de-la-Bienheureuse-Vierge-Marie date de la fin du Moyen Âge et a été rebâtie en 1893.

## Personnalités liées à la commune
- Juan María Bordaberry, né à Montevideo le 17 juin 1928, et décédé dans cette même ville le 17 juillet 2011, homme d'état Uruguayen. Il fut président de l'Uruguay entre le 1er mars 1972 et le 27 juin 1973, puis demeura chef de l'État à la suite du coup d'État, et devint ainsi le premier dictateur du pays, jusqu'en 1976. Son grand-père Jacques dit Santiago Bordaberry (1844-1926) était natif de Pagolle, de la maison Ekilarrondoa.